# Ordonnac
Ordonnac est une commune du Sud-Ouest de la France, dans le département de la Gironde, en région Nouvelle-Aquitaine.

## Géographie

### Localisation
La commune est située dans le Bas-Médoc, dans l'Aire d'attraction de Lesparre-Médoc. 

### Communes limitrophes
Les communes limitrophes de la commune sont Saint-Yzans-de-Médoc au nord-nord-est, Saint-Seurin-de-Cadourne au sud-est, Saint-Germain-d'Esteuil au sud, Lesparre-Médoc au sud-ouest et Blaignan-Prignac à l'ouest.
|                  |                         | Saint-Yzans-de-Médoc     |
| Blaignan-Prignac | Ordonnac                |                          |
| Lesparre-Médoc   | Saint-Germain-d'Esteuil | Saint-Seurin-de-Cadourne |

### Climat
Pour des articles plus généraux, voir Climat de la Nouvelle-Aquitaine et Climat de la Gironde.
Historiquement, la commune est exposée à un climat océanique aquitain.  
En 2020, Météo-France publie une typologie des climats de la France métropolitaine dans laquelle la commune est exposée à un climat océanique et est dans la région climatique  Littoral charentais et aquitain, caractérisée par une pluviométrie élevée en automne et en hiver, un bon ensoleillement, des hiver doux (6,5 °C), soumis à la brise de mer.
Pour la période 1971-2000, la température annuelle moyenne est de 12,9 °C, avec une amplitude thermique annuelle de 14,1 °C. Le cumul annuel moyen de précipitations est de 931 mm, avec 12,6 jours de précipitations en janvier et 6,6 jours en juillet. Pour la période 1991-2020, la température moyenne annuelle observée sur la station météorologique la plus proche, située sur la commune de Lesparre-Médoc à 8 km à vol d'oiseau, est de 13,3 °C et le cumul annuel moyen de précipitations est de 872,2 mm,. Pour l'avenir, les paramètres climatiques de la commune estimés pour 2050 selon différents scénarios d’émission de gaz à effet de serre sont consultables sur un site dédié publié par Météo-France en novembre 2022.

## Urbanisme

### Typologie
Au 1er janvier 2024, Ordonnac est catégorisée commune rurale à habitat dispersé, selon la nouvelle grille communale de densité à sept niveaux définie par l'Insee en 2022.
Elle est située hors unité urbaine. Par ailleurs la commune fait partie de l'aire d'attraction de Lesparre-Médoc, dont elle est une commune de la couronne,. Cette aire, qui regroupe 12 communes, est catégorisée dans les aires de moins de 50 000 habitants,.

### Occupation des sols

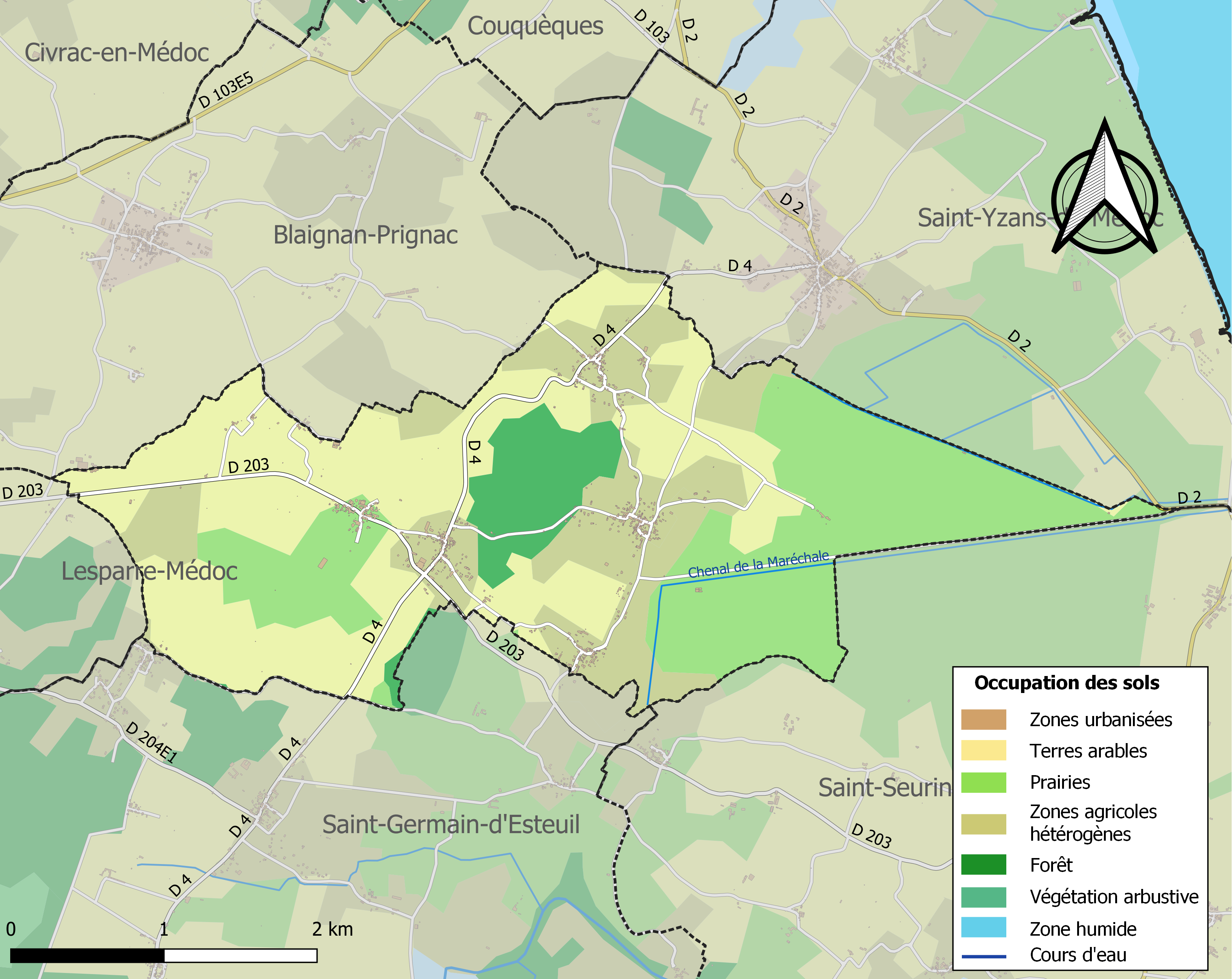
Carte des infrastructures et de l'occupation des sols de la commune en 2018 (CLC).

L'occupation des sols de la commune, telle qu'elle ressort de la base de données européenne d’occupation biophysique des sols Corine Land Cover (CLC), est marquée par l'importance des territoires agricoles (93,1 % en 2018), une proportion identique à celle de 1990 (93,1 %). La répartition détaillée en 2018 est la suivante : 
cultures permanentes (39,5 %), prairies (30,4 %), zones agricoles hétérogènes (23,2 %), forêts (6,9 %). L'évolution de l’occupation des sols de la commune et de ses infrastructures peut être observée sur les différentes représentations cartographiques du territoire : la carte de Cassini (XVIIIe siècle), la carte d'état-major (1820-1866) et les cartes ou photos aériennes de l'IGN pour la période actuelle (1950 à aujourd'hui).

### Risques majeurs
Le territoire de la commune d'Ordonnac est vulnérable à différents aléas naturels : météorologiques (tempête, orage, neige, grand froid, canicule ou sécheresse), inondations et séisme (sismicité très faible). Il est également exposé à un risque technologique, le risque nucléaire. Un site publié par le BRGM permet d'évaluer simplement et rapidement les risques d'un bien localisé soit par son adresse soit par le numéro de sa parcelle.

#### Risques naturels
Certaines parties du territoire communal sont susceptibles d’être affectées par le risque d’inondation par débordement de cours d'eau et par submersion marine. La commune a été reconnue en état de catastrophe naturelle au titre des dommages causés par les inondations et coulées de boue survenues en 1982, 1983, 1988, 1999 et 2009,.

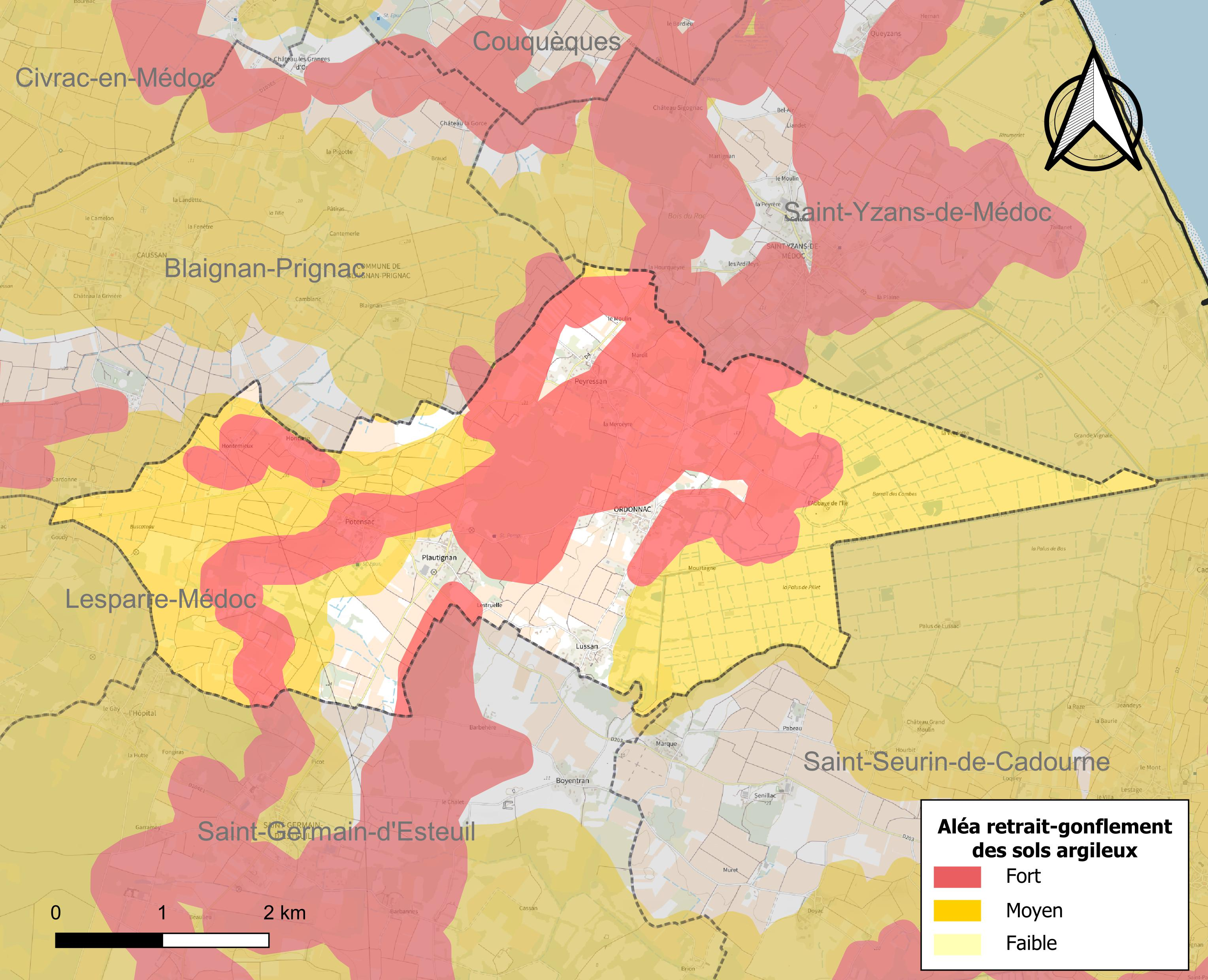
Carte des zones d'aléa retrait-gonflement des sols argileux d'Ordonnac.

Le retrait-gonflement des sols argileux est susceptible d'engendrer des dommages importants aux bâtiments en cas d’alternance de périodes de sécheresse et de pluie. 84,6 % de la superficie communale est en aléa moyen ou fort (67,4 % au niveau départemental et 48,5 % au niveau national). Sur les 267 bâtiments dénombrés sur la commune en 2019,  108 sont en aléa moyen ou fort, soit 40 %, à comparer aux 84 % au niveau départemental et 54 % au niveau national. Une cartographie de l'exposition du territoire national au retrait gonflement des sols argileux est disponible sur le site du BRGM,.
Par ailleurs, afin de mieux appréhender le risque d’affaissement de terrain, l'inventaire national des cavités souterraines permet de localiser celles situées sur la commune.
Concernant les mouvements de terrains, la commune a été reconnue en état de catastrophe naturelle au titre des dommages causés par la sécheresse en 2003 et par des mouvements de terrain en 1983 et 1999.

#### Risques technologiques
La commune étant située totalement dans le périmètre du plan particulier d'intervention (PPI) de 20 km autour de la centrale nucléaire du Blayais, elle est exposée au risque nucléaire. En cas d'accident nucléaire, une alerte est donnée par différents médias (sirène, sms, radio, véhicules). Dès l'alerte, les personnes habitant dans le périmètre de 2 km se mettent à l'abri. Les personnes habitant dans le périmètre de 20 km peuvent être amenées, sur ordre du préfet, à évacuer et ingérer des comprimés d’iode stable,,.

## Toponymie
Ordonnac est à comprendre comme « le domaine d'*Ordū », un Gaulois dont le nom signifie « La Massue » ou « Qui Frappe à la Massue ».
Le nom de la commune proviendrait d'Ordénac, nom médiéval du bourg, désignant le lieu où les prêtres étaient ordonnés à l’abbaye de l’Isle.
En gascon, le nom de la commune est Ordonac.

## Politique et administration
| Période                                  | Période          | Identité              | Étiquette | Qualité     |
| ---------------------------------------- | ---------------- | --------------------- | --------- | ----------- |
| Les données manquantes sont à compléter. |                  |                       |           |             |
| avant 1995                               | 2009 †           | Christian Fontagnères |           |             |
| 2009                                     | 2009             | Marguerite Ordronneau |           |             |
| novembre 2009                            | septembre 2014 † | Michel Fontagnères    |           |             |
| décembre 2014                            | 2020             | Thierry Picq          |           | Agriculteur |
| 2020                                     | 2021             | Myriam Mundo-Egea     |           |             |
| septembre 2021                           | En cours         | Stéphane Korchef      | SE        |             |

## Population et société

### Démographie
Les habitants sont appelés les Ordonnacais.
L'évolution du nombre d'habitants est connue à travers les recensements de la population effectués dans la commune depuis 1793. Pour les communes de moins de 10 000 habitants, une enquête de recensement portant sur toute la population est réalisée tous les cinq ans, les populations de référence des années intermédiaires étant quant à elles estimées par interpolation ou extrapolation. Pour la commune, le premier recensement exhaustif entrant dans le cadre du nouveau dispositif a été réalisé en 2005.

En 2022, la commune comptait 487 habitants, en évolution de −4,32 % par rapport à 2016 (Gironde : +6,91 %, France hors Mayotte : +2,11 %).
| 1793 | 1800 | 1806 | 1821 | 1831 | 1836 | 1841 | 1846 | 1851 |
| ---- | ---- | ---- | ---- | ---- | ---- | ---- | ---- | ---- |
| 440  | 437  | 428  | 367  | 407  | 406  | 435  | 626  | 558  |

| 1856 | 1861 | 1866 | 1872 | 1876 | 1881 | 1886 | 1891 | 1896 |
| ---- | ---- | ---- | ---- | ---- | ---- | ---- | ---- | ---- |
| 602  | 614  | 613  | 610  | 597  | 630  | 497  | 471  | 508  |

| 1901 | 1906 | 1911 | 1921 | 1926 | 1931 | 1936 | 1946 | 1954 |
| ---- | ---- | ---- | ---- | ---- | ---- | ---- | ---- | ---- |
| 524  | 543  | 549  | 457  | 507  | 468  | 442  | 402  | 391  |

| 1962 | 1968 | 1975 | 1982 | 1990 | 1999 | 2005 | 2006 | 2010 |
| ---- | ---- | ---- | ---- | ---- | ---- | ---- | ---- | ---- |
| 332  | 354  | 338  | 385  | 418  | 406  | 386  | 388  | 461  |

| 2015 | 2020 | 2022 | - | - | - | - | - | - |
| ---- | ---- | ---- | - | - | - | - | - | - |
| 504  | 492  | 487  | - | - | - | - | - | - |

### Enseignement
Ordonnac possède une école située à côté de la mairie.

## Culture locale et patrimoine

### Lieux et monuments
- L'église paroissiale Saint-Romain date du XIXe siècle et est de style néo-gothique[32]. Elle est inscrite à l'Inventaire général du patrimoine culturel[32].
- La chapelle de Potensac.
- Vestiges de l'abbaye de chanoines Saint-Pierre, située à l'Isle, des XIIe et XIVe siècles[33], connue sous le nom d'abbaye Saint-Pierre-de-l’Isle[34] de l'ordre de Saint-Augustin décrite en 1079 par le pape Grégoire VII.
- Château Potensac, domaine viticole.

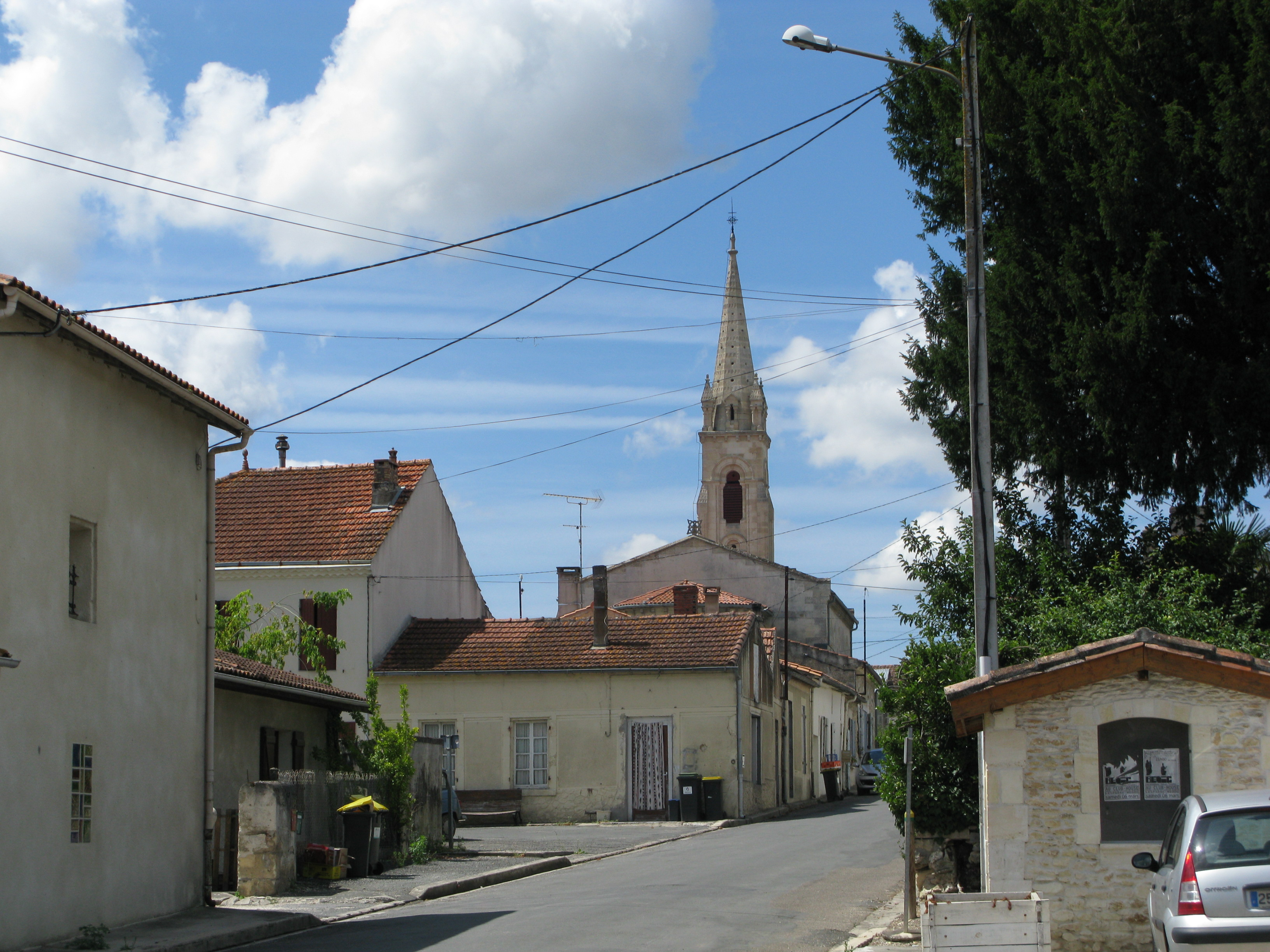
Vue générale
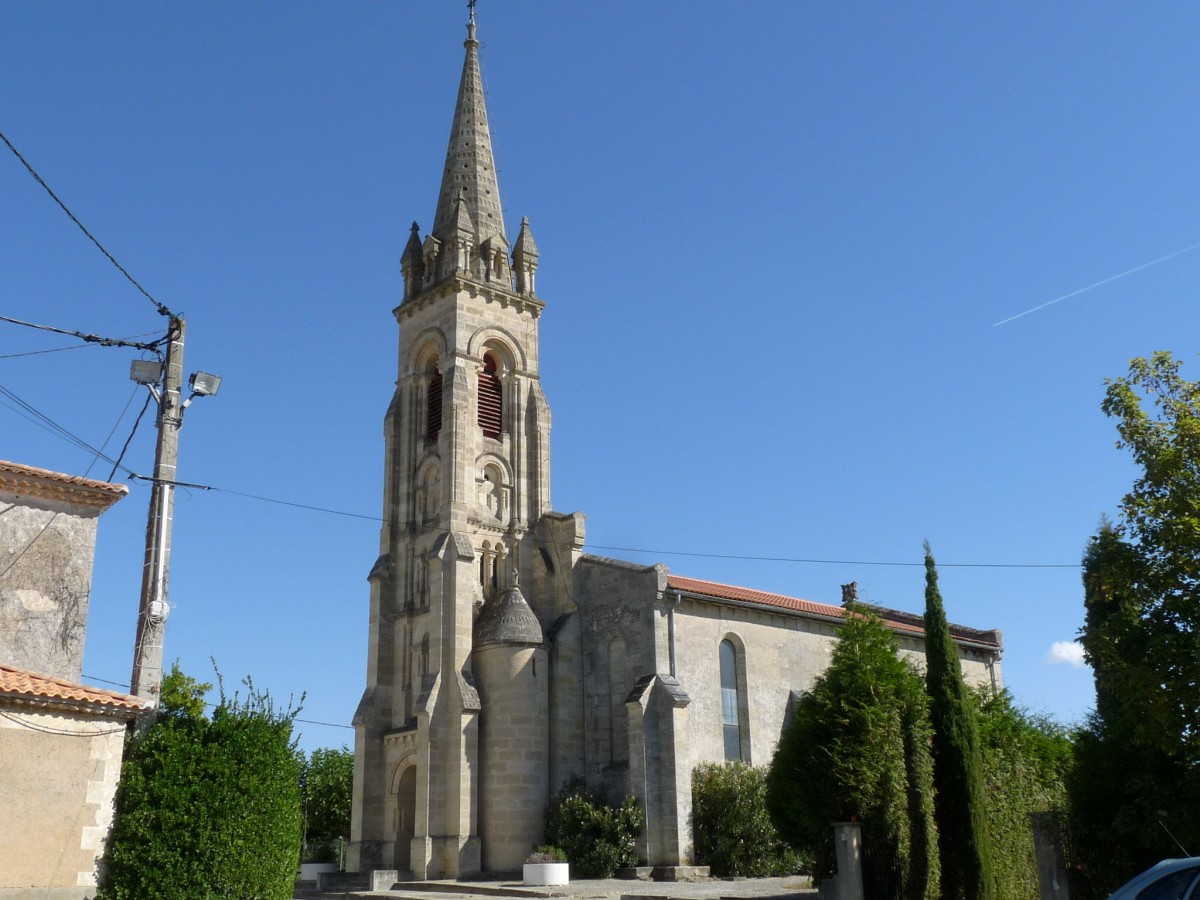
L'église paroissiale
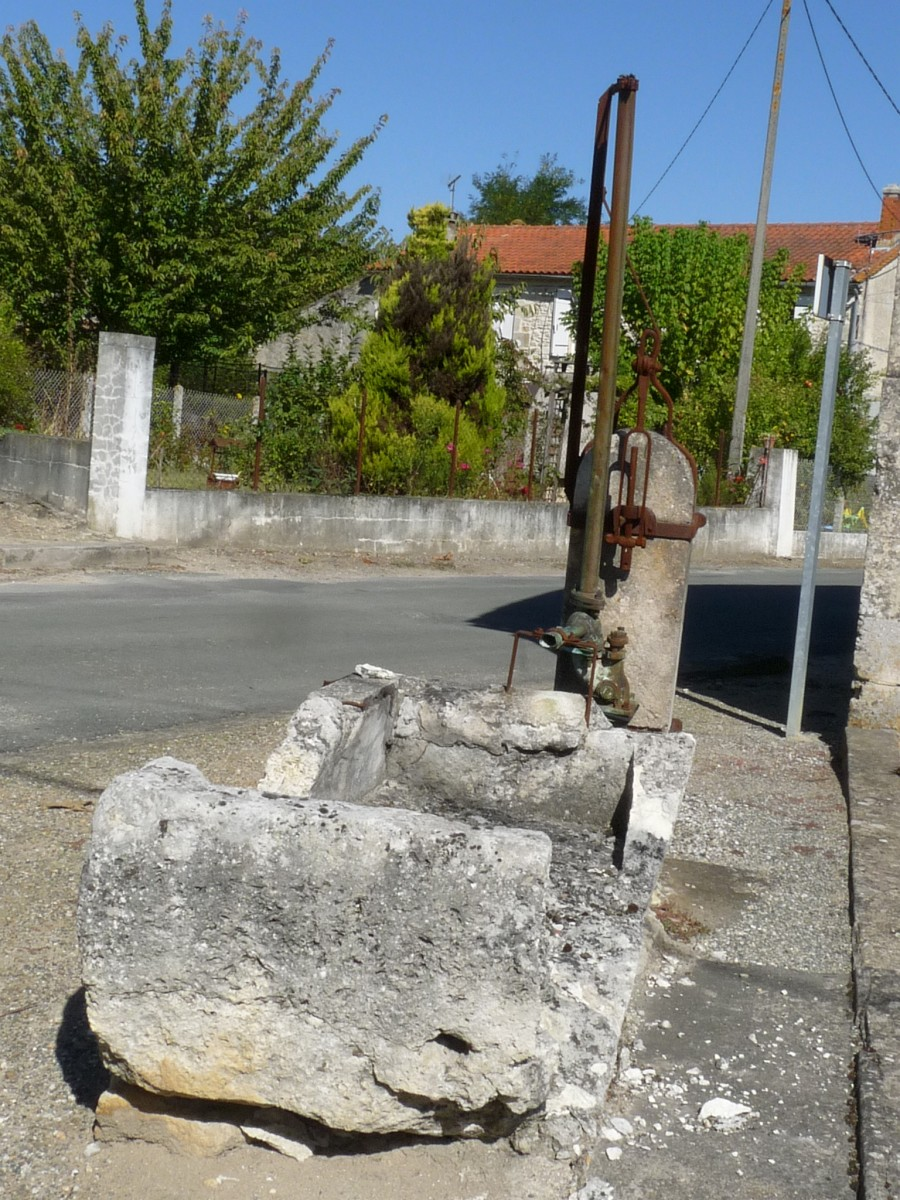
Ancienne fontaine, au bourg
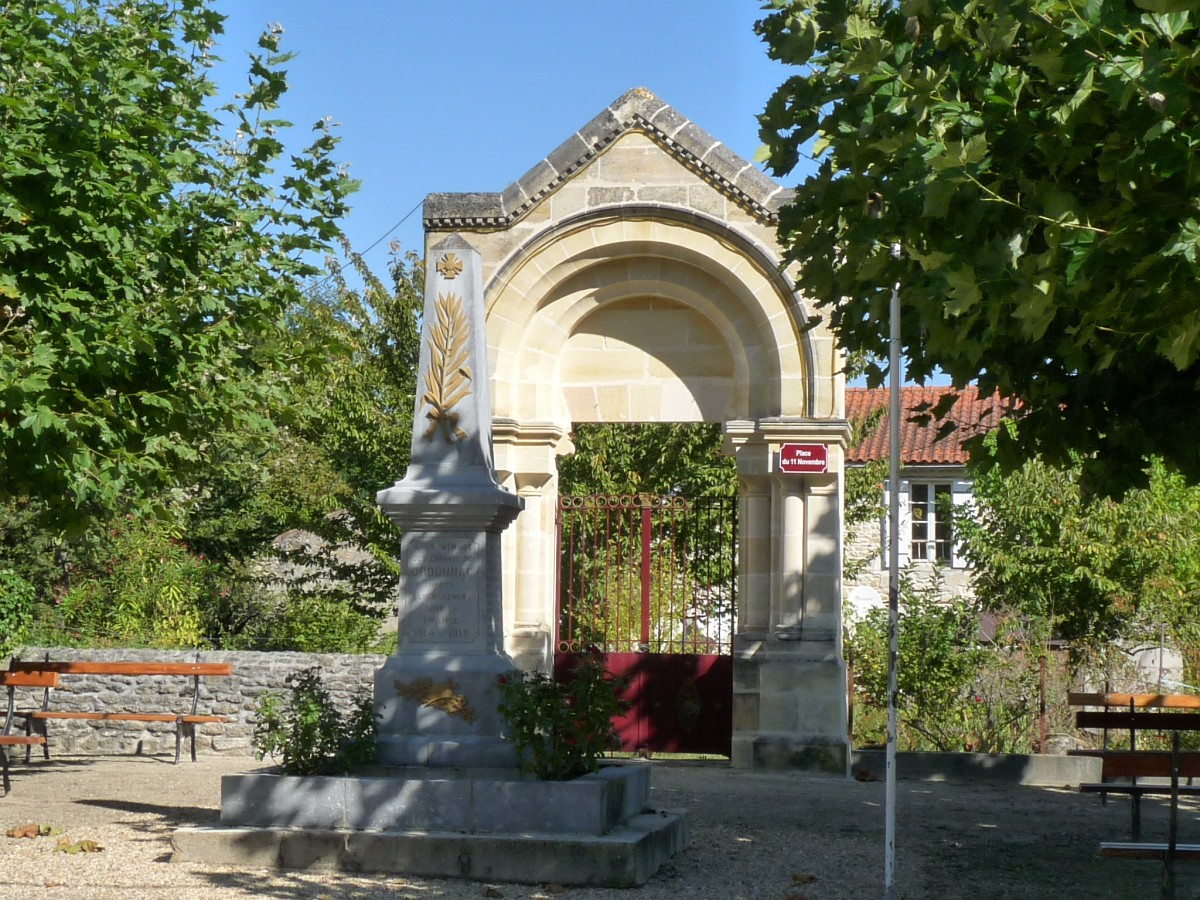
Le monument aux morts

### Patrimoine naturel
La butte de la Lot est un site naturel remarquable géré par le conservatoire d'espaces naturels d'Aquitaine depuis 2006. Elle constitue l’un des sites les plus remarquables du département de la Gironde. Couvrant un peu plus de quatre hectares d’un seul tenant au cœur du territoire viticole du Médoc, cette butte argilo-calcaire abrite une belle diversité d’habitats et d’espèces et permet en outre l’observation de strates géologiques originales par rapport aux formations qui l’environnent.